# Ângela Diniz
Ângela Diniz (Belo Horizonte, Curvelo, 1944. november 10. – Armação dos Búzios, 1976. december 30.) brazil nő, aki meggyilkolásáról lett ismert.

## Élete
Tizennyolc éves korában ment feleségül Milton Villas Boas mérnökhöz. Három gyermekük született, de kilenc év házasság után elvált férjétől. 1975-ben Ibrahim Sued bulvárújságíróval kezdett viszonyt, ez volt az utolsó párkapcsolata Doca Streettel való találkozása előtt. 1975-ben kábítószer-előállítással és tartással vádolták, közvetlenül ezután saját lánya elrablásával is meggyanúsították. 1976-ban rövidebb időt töltött Armação dos Búzios-i tengerparti villájában Doca Streettel, itt összeszólalkoztak, s a vita hevében Ângela Doca Street-hez vágta az aktatáskáját. A táskából kiesett Beretta pisztolya, s Doca dühében agyonlőtte Ângelát.A gyilkosság hatalmas médiaérdeklődést váltott ki a korabeli brazil médiában.
Ângela életét Roberto Farias brazil rendező tervezte megfilmesíteni, a főszerepet Deborah Secco játszotta volna, de a film végül csupán terv maradt. Ângela élettörténetének egy része Adelaide Carraro Submundo da sociedade című kötetében olvasható. 2006-ban Doca Street (eredeti, teljes neve: Raul Fernandes do Amaral Street) is megjelentetett egy könyvet Mea Culpa címmel, ebben elmondja, hogyan ismerkedett meg Ângelával, hogyan kezdődött viszonyuk, hogyan hagyta el miatta feleségét és gyermekét, hogy vele élhessen, s a gyilkosság történetét is leírja.